# 松道站
松道站（韓語：송도역）是朝鮮民主主義人民共和國平安南道安州市的一個鐵路車站，属于南兴线和龟凤山线。

## 邻近车站
南兴线
孟中里站 - 松道站 - 南兴站
龟凤山线
清川江站 - 松道站 - 龟凤山站